# Rabatowałki
Rabatowałki – rabaty do sadzenia drzew utworzone z wyoranych lub wykopanych równoległych bruzd (rowków) o głębokości do 0,5 m w odstępach około 2,5 m i uformowanych z wydobytej gleby wałków po obu stronach każdej bruzdy. Stosowane głównie na terenach wilgotnych.